# 比克霍爾姆島
54°55′50″N 10°30′0″E / 54.93056°N 10.50000°E

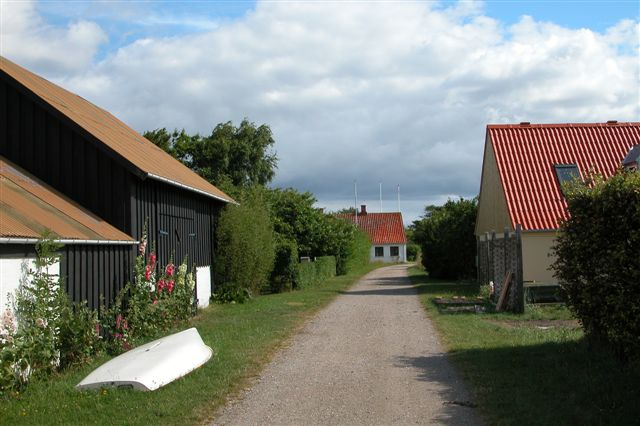

比克霍爾姆島（丹麥語：Birkholm），是丹麥的島嶼，位於該國第三大島嶼菲英島以南，由艾爾市鎮負責管轄，面積0.92平方公里，2010年有10名居民，人口密度每平方公里10.9人。